# Reconocimiento célula-célula

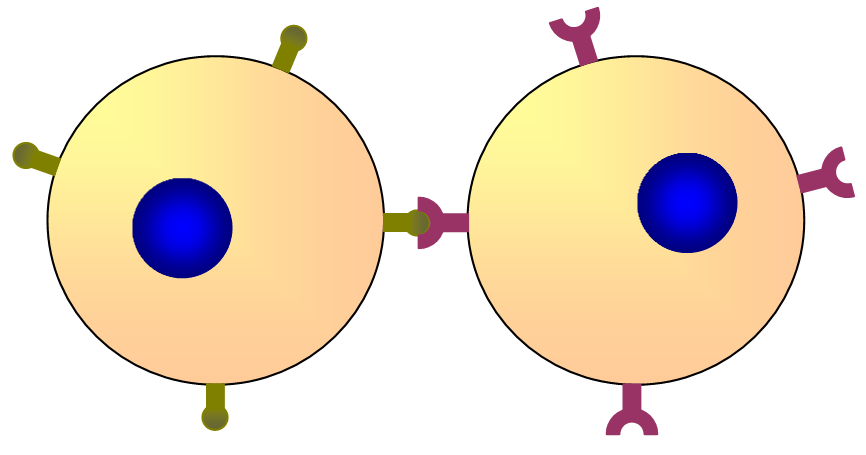
Dos células que se comunican a través de sus respectivas moléculas de superficie

En biología celular, el reconocimiento célula-célula es la capacidad de una célula para distinguir un tipo de célula vecina de otra. Este fenómeno se produce cuando se encuentran moléculas complementarias en superficies celulares opuestas. Un receptor en una superficie celular se une a su ligando específico en una célula cercana, iniciando una cascada de acontecimientos que regulan comportamientos celulares que van desde la simple adhesión hasta la diferenciación celular compleja. Al igual que otras funciones celulares, el reconocimiento célula-célula se ve afectado por mutaciones perjudiciales en los genes y proteínas implicados y está sujeto a errores.  Los acontecimientos biológicos que se desarrollan debido al reconocimiento célula-célula son importantes para el desarrollo animal, los microbiomas y la medicina humana.

## Fundamentos
El reconocimiento célula-célula se produce cuando dos moléculas restringidas a las membranas plasmáticas de células diferentes se unen entre sí, desencadenando una respuesta de comunicación, cooperación, transporte, defensa y/o crecimiento.  En lugar de inducir una respuesta distal, como pueden hacer las hormonas secretadas, este tipo de unión requiere que las células con las moléculas señalizadoras estén muy próximas entre sí.  Estos eventos pueden agruparse en dos categorías principales: reconocimiento intrínseco y reconocimiento extrínseco.
El reconocimiento intrínseco se produce cuando se asocian células que forman parte del mismo organismo.  El reconocimiento extrínseco se produce cuando la célula de un organismo reconoce una célula de otro organismo, como cuando una célula de mamífero detecta un microorganismo en el cuerpo. Las moléculas que completan esta unión consisten en proteínas, carbohidratos y lípidos, dando lugar a una variedad de glicoproteínas, lipoproteínas y glicolipoproteínas. Los estudios sugieren que las interacciones glicano-glicano, observadas a aproximadamente 200-300 pN, también pueden desempeñar un papel en el reconocimiento célula-célula. Se ha estudiado que, en particular, los carbohidratos complejos son extremadamente integrales en el reconocimiento célula-célula, especialmente cuando son reconocidos por carbohidratos complementarios. Con el fin de garantizar un sitio de unión adecuado mediante la comprobación de las áreas circundantes o el aseguramiento de un enlace previamente realizado, los carbohidratos complejos y sus carbohidratos complementarios son capaces de crear sistemas de interacción flexibles. Aunque se ha observado que estas interacciones son débiles, se han estudiado en una variedad de escenarios de prueba que incluyen, entre otros, células embrionarias de ratón, células epiteliales de córnea y células de carcinoma embrionario humano.

## Funciones biológicas del reconocimiento intrínseco

### Crecimiento y desarrollo
Una de las versiones más básicas del reconocimiento célula-célula para la adhesión puede observarse en las esponjas, el grupo más primitivo del reino animal.  Las esponjas se desarrollan mediante la agregación de células individuales en grupos más grandes.  A través de proteínas de unión a la membrana e iones secretados, las células individuales de las esponjas son capaces de coordinar la agregación al tiempo que evitan la fusión entre especies diferentes o incluso individuos diferentes. Esto se descubrió cuando los intentos de injertar células de esponjas de diferentes especies o individuos de la misma especie fracasaron, mientras que los intentos utilizando células del mismo individuo se fusionaron con éxito.  Es probable que esto se deba a las distintas cadherinas, una proteína de membrana que se une al calcio, expresadas por diferentes especies de esponjas e individuos. Las cadherinas también están presentes en organismos más complejos.  En embriones de ratón, la E-cadherina presente en las membranas celulares es responsable de la adhesión de células necesaria para la compactación embrionaria.

### Reconocimiento celular para la respuesta a lesiones
Cuando un gran organismo multicelular sufre una lesión, el reconocimiento célula-célula suele estar implicado para llevar ciertos tipos de células al lugar de la lesión.  Un ejemplo común de esto son las células que expresan selectina en los animales.  La selectina es una proteína receptora que se encuentra en las membranas de los leucocitos, las plaquetas y las células endoteliales y que se une a los [glicano]]s unidos a la membrana. En respuesta a una lesión, las células endoteliales expresan selectina, que se une a los glicanos presentes en la superficie celular de los leucocitos.  Las plaquetas, que participan en la reparación tisular, utilizan sus selectinas para asociarse con los leucocitos en su camino hacia las células endoteliales. Los leucocitos utilizan entonces sus propias selectinas para reconocer patógenos potenciales en el lugar de la lesión.  De este modo, las células apropiadas son llevadas al lugar de la lesión para ocuparse de la reparación inmediata o de los microorganismos invasores. 

## Funciones biológicas para el reconocimiento extrínseco

### Reconocimiento de patógenos en el sistema inmunitario
Las células con capacidades de reconocimiento del sistema inmunitario incluyen macrófagos, células dendríticas, células T y células B.  El reconocimiento célula-célula es especialmente importante en el sistema inmunitario innato, que identifica a los patógenos de forma muy general.  En este proceso es fundamental la unión de los receptores de reconocimiento de patrones (PRR) de los fagocitos y los patrones moleculares asociados a patógenos (PAMP) de los microorganismos patógenos. Un tipo de PRR es un grupo de glicoproteínas integrales de membrana denominadas receptores tipo Toll (TLR), que pueden reconocer ciertas lipoproteínas, peptidoglicano, ADN rico en CpG y componentes flagelares en células bacterianas, así como glicoproteínas y fosfolípidos de parásitos protozoarios y conidios (esporas fúngicas).  La unión de los PAMP a las proteínas TLR generalmente da lugar a una cascada de señalización interna que incluye una serie de fosforilaciones, la adición de un grupo fosfato, y ubiquitinaciones, la adición de una pequeña proteína que marca las moléculas para su degradación, que finalmente conduce a la transcripción de genes relacionados con la inflamación.  El uso de los TLR por parte de las células del sistema inmunitario innato ha llevado a una batalla evolutiva entre las células patógenas que desarrollan diferentes PAMP que no pueden ser reconocidos y las células inmunitarias que desarrollan nuevas proteínas de membrana que pueden reconocerlos. 

### Ecología bacteriana
Los organismos unicelulares pueden unirse entre sí mediante receptores de superficie para cooperar y competir.  Esto se ha observado ampliamente en las bacterias. Por ejemplo, las bacterias pueden unirse entre sí mediante la unión de las proteínas de membrana externa TraA y TraB para facilitar un proceso denominado intercambio de membrana externa (OME, por sus siglas en inglés) que permite a las células bacterianas intercambiar lípidos de membrana, azúcares y toxinas. El reconocimiento celular y el intercambio de membrana externa sólo pueden lograrse si se unen variantes de las proteínas TraA y TraB del mismo grupo de reconocimiento. Estas interacciones pueden generar la diversidad fisiológica necesaria para la resistencia a los antibióticos en las poblaciones bacterianas. La proteína de membrana ChiA de Escherichia coli está implicada en el proceso de inhibición dependiente del contacto (CDI) en el que se une a receptores en cepas rivales de E.coli y libera una toxina que impide el crecimiento de esas cepas mientras que la célula inhibidora y los miembros de esa cepa están protegidos.  La bacteria Proteus mirabilis utiliza la proteína T6SS para iniciar la formación de enjambres y la destrucción de otras colonias bacterianas tras su reconocimiento, ya sea por liberación de toxinas o por liberación de proteínas señalizadoras a otras células de P. mirabilis.  La unión de receptores de superficie bacterianos para la adhesión también se ha implicado en la formación de biopelículas (biofilms).

## Reconocimiento de los hematíes

### Tipos sanguíneos
Los hematíes contienen antígenos en sus membranas plasmáticas que los distinguen como parte de una categoría específica de células sanguíneas. Estos antígenos pueden ser polisacáridos, glicoproteínas o proteínas ligadas a GPI (un glicolípido). Los antígenos varían en complejidad, desde pequeñas moléculas unidas al lado extracelular de la bicapa de fosfolípidos, hasta grandes proteínas de membrana que forman bucles muchas veces entre ambos lados de la membrana. Los antígenos polisacáridos más pequeños clasifican las células sanguíneas en los tipos sanguíneos A, B, AB y O, mientras que los antígenos proteicos más grandes clasifican las células sanguíneas en los tipos Rh D-positivo y Rh D-negativo según la presencia o ausencia del antígeno D.  Aunque el papel biológico del grupo sanguíneo correcto no está claro y puede ser vestigial, se sabe que las consecuencias de los grupos sanguíneos incorrectos son graves. Las mismas células que reconocen los PAMP en patógenos microbianos pueden unirse al antígeno de una célula sanguínea extraña y reconocerla como patógeno porque el antígeno no es familiar. No es fácil clasificar el reconocimiento de los glóbulos rojos como intrínseco o extrínseco, ya que una célula extraña puede ser reconocida como parte del organismo si tiene los antígenos adecuados.

## Mutaciones perjudiciales

### Mutaciones en las proteínas TLR
Las mutaciones en las proteínas receptoras de los mamíferos pueden causar trastornos en el reconocimiento célula-célula, aumentando la susceptibilidad individual a ciertos patógenos y afecciones crónicas.  Cuando se producen mutaciones en los genes que codifican las proteínas de los receptores de tipo Toll (TLR), las proteínas pueden perder la capacidad de unirse a polisacáridos, lípidos o proteínas de la pared celular o de la membrana de patógenos unicelulares, lo que provoca un fallo del sistema inmunitario innato para responder a la infección que permite el rápido desarrollo de la enfermedad.  En particular, las mutaciones en los genes para TLR2 y TLR4 se han demostrado implicadas con frecuencia en una mayor susceptibilidad a los patógenos.  Se ha relacionado una mutación de cambio de treonina por cisteína en el gen TRL2 con la incapacidad de reconocer el Mycobacterium tuberculosis, el agente causante de la meningitis tuberculosa. La misma mutación, T597C, se observó posteriormente de forma consistente relacionada con el fracaso en el reconocimiento de Mycobacterium leprae, el agente causante de la [lepra]. Una mutación de cambio de arginina por glutamina en TRL2, Arg753Gln, se relacionó con un aumento de las infecciones pediátricas del tracto urinario causadas por bacterias grampositivas. Múltiples mutaciones en TLR4, Asp299Gly y Thr399Ile, fueron implicadas en la susceptibilidad a los patógenos bacterianos que causan periodontitis. También se ha investigado la conexión de las mutaciones de TLR con la enfermedad de Crohn, pero no se han obtenido pruebas concluyentes.    La característica común entre estas mutaciones con cambio de sentido es que los residuos de aminoácidos que se sustituyen tienen propiedades de cadena lateral notablemente diferentes, lo que probablemente contribuye a la función defectuosa de la proteína TLR.